# رأی‌گیری تأییدی تناسبی
رأی‌گیری موافقتی تناسبی نوعی نظام انتخاباتی چندبرنده و صورت تعمیم‌یافتهٔ رأی‌گیری موافقتی است که خود نوعی نظام انتخاباتی تک‌برنده می‌باشد.